# Monstruo del Lago de Van
El monstruo del Lago Van (Turco: Van Gölü Canavarı) es un monstruo de lago que presuntamente habita en el Lago de Van en Turquía oriental.

## Historia
Los cronistas Armenios Moisés de Corene y Anania Shirakatsi escribieron sobre vishaps viviendo en el Lago de Van. Según la leyenda, el dios Vahagn, el vishapakagh ("segador de vishaps"), se sumergiría en el Lago de Van para arrastrar cualquier vishap que hubiese crecido lo suficientemente grande como para devorar el mundo. El académico James Russell considera que esta leyenda es una adopción Armenia de los mitos Urartianos respecto al combate del dios Teisheba con el monstruo acuático Illuyanka. Russell escribe que en el periodo moderno, los Armenianios de la cuenca del lago se refieren a las tormentas repentinas que surgen en el lago como vishap kami (viento).
Una historia en el diario otomano Saadet del 29 de abril de 1889, cuenta que una criatura había arrastrado a un hombre al Lago de Van. Siguiendo  reportes del incidente, el gobierno otomano  envió un grupo de científicos a investigar el lago, fallando en encontrar a la criatura.

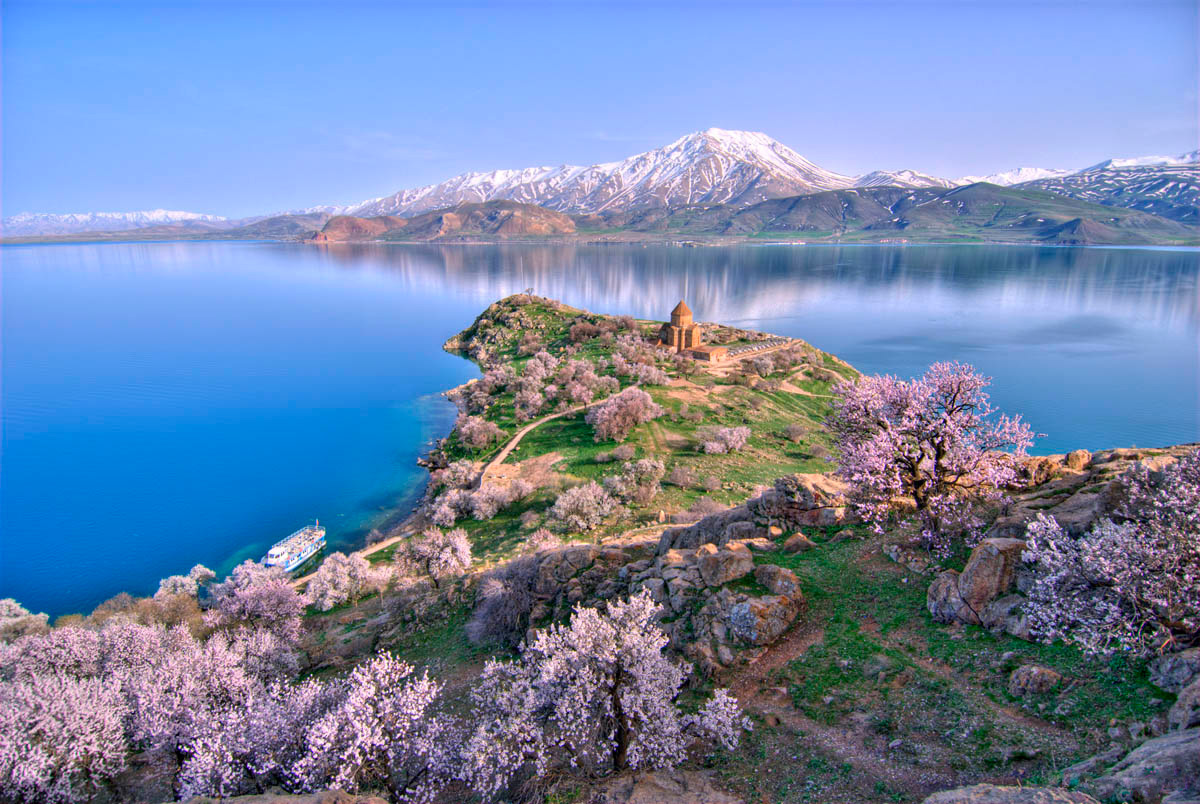
Isla Akdamar, Lago de Van

La población Armenia en la cuenca del lago fue erradicada durante el Genocidio Armenio. Russell descarta que haya una conexión entre su creencia sobre los vishaps del algo y los avistamientos de 1990, considerando que cualquier creencia folclórica entre la población Kurdaprobablemente puede estar más afectada por historias  de monstruos acuáticos de la cultura occidental que de cualquier tradición Armenia superviviente. También habla sobre los Kurdos que conoció en el Lago de Van en 1994 y 1997 consideraban la historia del monstruo del lago ser una "táctica comercial y una farsa".
En 1997 un hombre local llamado Ünal Kozak aclamo haber capturado al monstruo en vídeo el cual fue enviado para análisis. El académico Mustafa Y. Nutku escribió un libro sobre la criatura, junto con Kozak.
El video de Kozak está bajo crítica constante con a preguntas como porque nunca mueve la cámara a la izquierda, posiblemente debido a una barca que puede estar llevando a la criatura. O por qué el monstruo sólo se mueve en línea recta, en vez de serpentear a través del agua. Incluso críticas cuando a por qué la respiración no es inhalación y exhalación, sino una exhalación continua, muy parecida a la de una manguera de aire.
Una estatua de 4 metros de estatura basándose en los reportes de los avistamientos ha sido erguida a su honor en Van, Turquía.
Los escépticos señalan que la región se beneficiaría de los ingresos turísticos y un bulo podrían atraer visitantes.

## Impacto cultural
El ex Primer ministro de Turquía y poeta Bülent Ecevit escribió un poema titulado "Van Gölü Canavarı" (Monstruo del Lago de Van en turco).
El Monstruo  aparece en el episodio de los Sábados Secretos "The Unblinking Eye" Se lo presenta como una criatura parecida a un Mosasaurio.
Animal X (un show televisivo australiano) temporada 1, episodio 3 protagoniza al Monstruo del Lago Van.
Josh Gates y su equipo buscan al monstruo en Destination Truth. Temporada 3, episodio 305 "Momias Alienígenas/Monstruo del Lago de Van".
El monstruo también ha sido mencionado en el libro turco Diccionario de Mitología Turca (Türk Söylence Sözlüğü) escrito por Deniz Karakurt.